# 楊一魁
楊一魁（1536年—1609年），字子選，號後山，山西平陽府安邑縣人，民籍，明朝政治人物。

## 生平
山西鄉試第五十七名舉人。嘉靖四十四年（1565年）中式乙丑科三甲第一百七十五名進士。工部观政，本年十月授行人，隆庆二年（1568年）考选兵科给事中，转吏科左，五年以湖广副使分巡荆襄。加右参政，转左，佐漕。万历五年（1577年）升浙江按察使，七年升山东右布政使，九年转左布政，十一年以右副都御史巡抚河南，十二年升南京户部右侍郎，十四年以户部右侍郎兼右佥都御史、总督漕运、兼巡抚凤阳。二十年起南太常寺卿，次年复任南京户部右侍郎，总督粮储。二十二年以右都御史掌南京都察院，二十三年以工部尚书兼右副都御史、总督河道，二十六年还部，以考绩加太子太保。三十年以河道决口，冲入凤阳祖陵被奪籍为民归里，三十四年以皇孙锡庆，复冠带，三十七年卒。

## 家族
曾祖楊景山，耆賓誥贈光禄大夫太子太保工部尚書；祖父楊昭，累贈光禄大夫太子太保工部尚書；父楊琯，新安知縣祀名宦累贈光禄大夫太子太保工部尚書。母景氏，累赠一品夫人。兄一源（廪膳儒官）、一科、一才，俱庠生。